# Airliners.net
Airliners.net ist eine Luftfahrt-Website, die vor allem eine Foto-Datenbank mit mehr als 3 Millionen Einträgen (2019) von Flugzeugen, Hubschraubern und anderen Fluggeräten sowie luftfahrtbezogener Infrastruktur (beispielsweise Flughäfen, Flugzeugträger) anbietet. Außerdem findet sich auf der Seite eine Wissensdatenbank zum Thema Verkehrsflugzeuge.

## Geschichte
Das Projekt airliners.net entstand im Jahre 1994. Der schwedische Student Johan Lundgren hatte zuvor eine Sammlung eigener Flugzeug-Fotos auf seiner Website Pictures of Modern Airliners veröffentlicht. Mit der Zeit erhielt Lundgren Fotos auch von anderen Enthusiasten, die in einem Bereich Your Photos ebenfalls zur Ansicht zur Verfügung standen. Im Jahre 1997 erfolgte der Umzug auf einen eigenen Webserver und die Umbenennung auf den heute noch bekannten Namen airliners.net. Die Website wurde um technische Informationen der dargestellten Flugzeuge, Diskussionsforen für Luftfahrt-Fotografen und einen Webshop für Luftfahrtartikel erweitert. Mit wachsender Serverzahl und Speicherkapazität wurde die technische Infrastruktur in den Räumen der Technischen Universität Luleå untergebracht.
Im Juli 2007 wurde das Projekt von einem kommerziellen Anbieter, Demand Media mit Sitz in Santa Monica, übernommen und wird seitdem von dort aus betrieben. Von einigen Nutzern wurde dieser Schritt massiv kritisiert, da sie eine Kommerzialisierung des Projekts befürchteten. Lundgren und Demand Media begründeten die Maßnahme mit dem inzwischen enormen organisatorischen Aufwand.
Noch immer werden Fotos und Informationen, die veröffentlicht werden, von freiwilligen erfahrenen Mitarbeitern, sogenannten „Screenern“, hinsichtlich Inhalt und Qualität geprüft. Voraussetzung für die Auswahl eines veröffentlichten Fotos ist, dass die Darstellung hochwertig ist oder eine historisch erwähnenswerte Begebenheit dargestellt wird.
Am 14. Juni 2016 wurde eine neue Umgestaltung der Seite eingeführt.
Anfang des Jahres 2017 wurde die Webseite vom Onlinemarketing-Dienstleister Vertical Scope übernommen.

## System

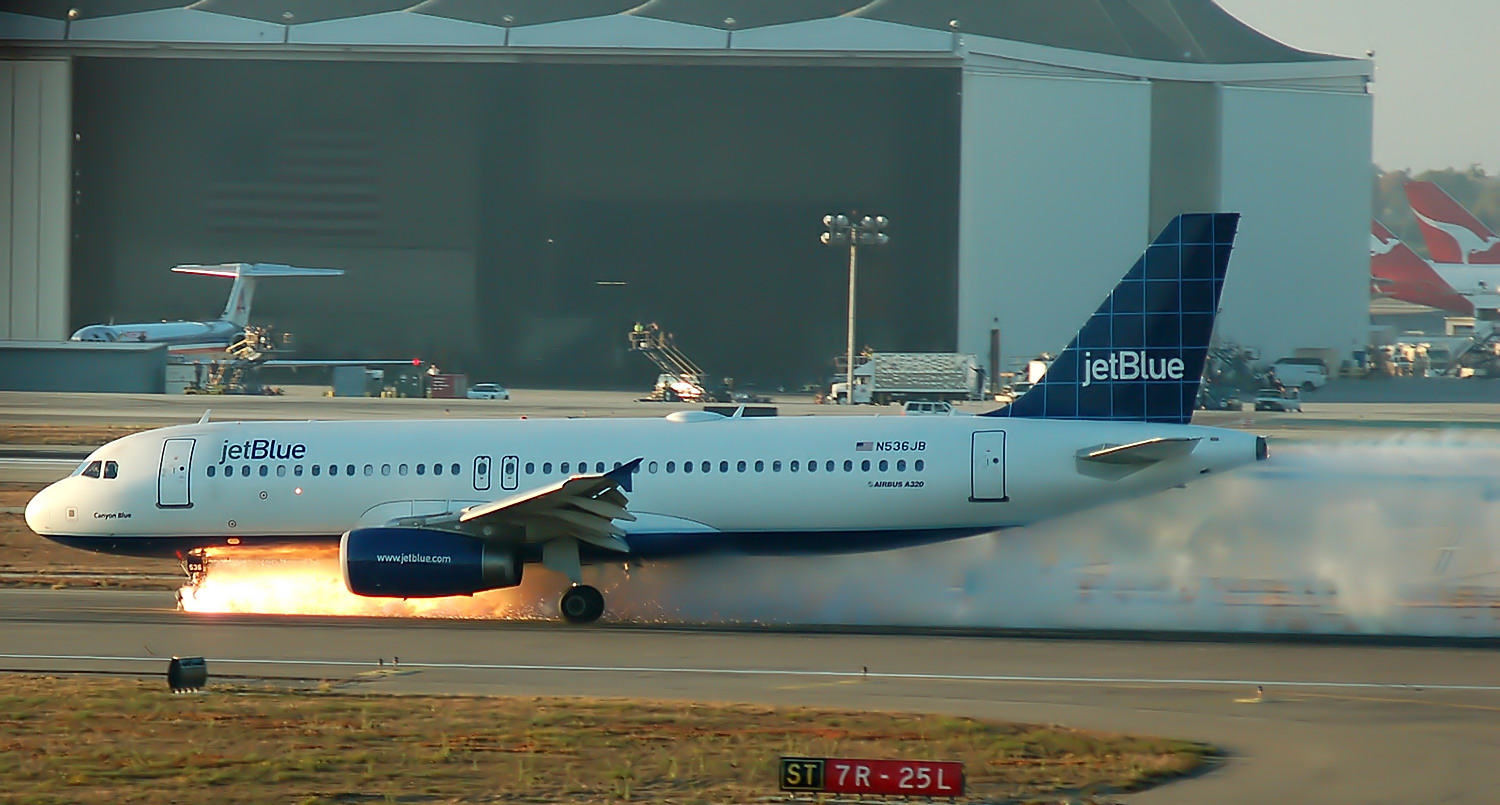
Notlandung eines Airbus A320, Flug 292 der Fluggesellschaft JetBlue am 21. September 2005 auf dem Los Angeles International Airport.

Die Website wird durch Anzeigen, etwa von Fluggesellschaften oder Herstellern der Luftfahrt- und Reisebranche, finanziert.
Die Benutzer können Bilder für eigene Zwecke von der Website herunterladen. Diese Bilder sind durch Markierungen, zum Beispiel den Schriftzug „airliners.net“ oder den Namen des Fotografen, gekennzeichnet. Die dargestellte Auflösung ist für anonyme Nutzer beschränkt. Ein Benutzerkonto zum Hochladen von Bildern ist kostenlos.
Für eine einmalige Gebühr von 25 USD ist eine uneingeschränkte Teilnahme an allen Diskussionsforen möglich.
Für angemeldete Benutzer der Website („First Class Member“), die eine monatlich Gebühr von 5 USD zahlen, entfällt die Beschränkung der Bildauflösung sowie die Einblendung von Werbeanzeigen. Außerdem steht zahlenden Benutzern ein Bereich zur Zusammenstellung eines eigenen Photoalbums zur Verfügung.

## Besucherzahlen
Die Seite wird täglich von etwa 200.000 Besuchern etwa drei Millionen Mal aufgerufen und wurde auch außerhalb des englischen Sprachraums in verschiedenen Medien als Informationsquelle hoher Qualität dargestellt.

## Schwesterprojekte
Auch außerhalb der Online-Community finden Treffen unter den Nutzern statt – zumeist auf Flughäfen wie Amsterdam, Manchester, Barcelona, Madrid/Las Palmas, Zürich oder Toronto.
Aufgrund der strengen Auswahlkriterien bei der Annahme von Fotos gab es auch eine Schwesterseite MyAviation.net, bei der fast alle Luftfahrtfotos angenommen wurden. Diese Website wurde jedoch im Dezember 2014 aus dem Netz genommen.